# Emily Bear
Emily Jordan Bear (Rockford (Illinois), 30 augustus 2001) is een Amerikaanse componiste, pianiste, songwriter en zangeres. Zij en Abigail Barlow wonnen de Grammy Award 2022 voor beste musicalalbum voor The Unofficial Bridgerton Musical.
Emily Bear is de dochter van Brian en Andrea Bear en de jongste van drie broers en zussen en komt uit een muzikaal gezin
Ze begon piano te spelen op tweejarige leeftijd, op vierjarige leeftijd kreeg ze haar eerste pianolessen van Emilio del Rosario aan het Music Institute of Chicago en later van Mary Sauer, een voormalige pianiste van de Chicago Symphony Orchestra, onder leiding van Yoheved Kaplinsky (leraar aan de Juilliard School) en kreeg jazzpianolessen van Frank Kimbrough en filmcompositie van Ron Sadoff (New York University).
Een van haar mentoren is Quincy Jones. In 2012 produceerde hij hun jazzalbum Diversity. Quincy Jones contracteerde Bear eind 2011 als manager.
Ze nam ook deel aan de NYU Steinhardt Film Scoring Workshop. Andere leraren en mentoren waren onder meer Andrew Focks en Alan Swain. 
Bear studeerde in 2017 op 15-jarige leeftijd af aan de Guilford High School en begon te studeren aan het Berklee College of Music in Boston. Ze stopte echter al na korte tijd met haar studie nadat ze op 16-jarige leeftijd een contract kreeg bij filmmuziekbureau Kraft&Engels.
In 2017 werd Bear de jongste artiest die ooit aan de Night of the Proms had deelgenomen. Bear trad op op de Jazzopen Stuttgart in 2015 toen hij 13 jaar oud was.
Als pianiste maakte Emily Bear deel uit van Beyoncé‘s 2023 Renaissance World Tour.
Bear is een van de oprichters van de bestuursraad van de Songwriters & Composers Wing van de Recording Academy, samen met Carole King, Diane Warren en Hans Zimmer.
Bear staat sinds haar 16e onder contract bij een van 's werelds toonaangevende bureaus voor filmmuziek en componeert onder meer voor Disney en Netflix.
Voor het 50-jarig jubileum van het Walt Disney World Resort in Florida orkestreerde ze namens Disney een lied van muzikant en muziekproducent Alana da Fonseca als het nieuwe volkslied/themalied "The Magic Is Calling" van het resort. Als pianiste is zij te horen in het vierde deel van de computerspelserie Syberia, Syberia: The World Before uit 2022 (de muziek werd gecomponeerd door Inon Zur).
Haar score voor Life Centered: The Helen Jean Taylor Story won op 23 juli 2022 een regionale Emmy Award in de regio Los Angeles. Ook schreef ze de filmmuziek voor de film Dog Gone (regisseur: Stephen Herek), die in januari 2023 uitkwam.
In februari 2023 werd aangekondigd dat Bear, samen met Abigail Barlow, deel zou uitmaken van het creatieve team onder leiding van Marius de Vries en Christopher Wheeldon in de geplande film over Fred Astaire en Ginger Rogers.
Begin februari 2024 maakte Disney bekend dat Bear en Barlow verantwoordelijk zouden zijn voor de liedjes voor Moana 2, die op 27 november 2024 in de bioscoop zal verschijnen, als opvolger van Lin-Manuel Miranda, die de liedjes in de eerste film schreef. Volgens de Hollywood Reporter zal Disney twee van hun nummers in aanmerking laten komen voor de Oscar van 2025.
Medio augustus 2024 werd bekend dat Bear ook de muziek componeerde voor de film K-Pops, het regiedebuut van muzikant Anderson Paak. Haar filmmuziek werd op RogerEbert.com geprezen als een "killer soundtrack".
Gelijktijdig met Moana 2 staat er op 27 november 2024 een andere film met haar muziek gepland. Ze componeerde de score voor de romantische komedie Our Little Secret van regisseur Stephen Herek. Het is na Dog Gone de tweede samenwerking voor Netflix.